# 84995 Zselic
84995 Zselic este un asteroid din centura principală de asteroizi.

## Descriere
84995 Zselic este un asteroid din centura principală de asteroizi. A fost descoperit pe 26 decembrie 2003 la Piszkesteto de Krisztián Sárneczky. Asteroidul prezintă o orbită caracterizată de o semiaxă mare de 3,05 ua, o excentricitate de 0,11 și o înclinație de 12,1° în raport cu ecliptica.